# 野村信朗
野村 信朗（のむら のぶたか、2001年 - ）は日本の狂言師。野村又三郎の長男に当たる。

## 来歴
- 2004年、『靱猿』にて初舞台。
- その他『蝸牛』や『いろは』などの舞台を名古屋市中心で行っている[1]。